# Colette Audry
Colette Audry, (Orange, 6 de juliol de 1906- Issy-els-Moulineaux, 20 d'octubre de 1990) va ser una professora, dramaturga, novel·lista, guionista i crítica literària francesa especialment coneguda pel seu activisme sindical, socialista, feminista i antifeixista.
Amiga de Simone de Beauvoir i Jean-Paul Sartre va col·laborar durant molts anys a la revista Les_Temps_Modernes. Va estudiar especialment l'obra de Sartre i, el 1966, va publicar un assaig sobre la seva obra. El 1956, al costat d'Edgar Morin, Roland Barthes i Jean Duvignaud va fundar la revista postmarxista Arguments (1956-1962). El 1962 va ser cofundadora del laboratori d'idees socialistes i feministes"Mouvement Démocratique Féminin" (MDF) 
En 1962 va guanyar el Premi Médicis de literatura amb la seva novel·la autobiogràfica Derrière la baignoire.

## Biografia
Colette Audry és filla de Charles Audry i Ines Bleguis una família d'origen protestant però desvinculada de la religió. El seu pare, procedent d'una família de petits agricultors del Gard, va militar a la SFIO (Secció Francesa de la Internacional Obrera)  abans d'abandonar l'activisme per fer carrera com a prefecte. La seva mare, en canvi, pertanyia a la burgesia rural. Va créixer en una família de tradició laica i republicana. Per part materna era reneboda del polític francès, president de la III República, Gaston Doumergue. Després que el seu pare, Charles Audry, proper als cercles socialistes, entrés en l'administració de la prefectura, Colette Audry va passar part de la seva infantesa traslladant-se amb freqüència: primer Niça, després Ardecha el 1914, i finalment les Côtes-du-Nord el 1918. A partir de 1920 per motius de la salut del seu pare la família es va traslladar a París.
Després de completar els estudis secundaris el 1923 la seva mare la va animar a estudiar a l'Escuela Normal Superior de Sèvres. El 1928, amb només 22 anys, va obtenir el títol d'agrégée de lettres modernes. Va començar a treballar com a professora de secundària en el Liceu Pasteur de Caen (1928-1930) i després a Rouen (1930-1936) mentre el seu marit impartia classes a la Facultat de Lletres de Nancy (Meurthe-et-Moselle). Durant la seva estada a Rouen, va conèixer Simone de Beauvoir, també professora, a través de Paul Nizan. Les dues van mantenir una estreta amistat fins a la mort d'Audry.
Va ensenyar durant tres anys a Grenoble durant la guerra de 1941 a 1944 on el seu marit va ser desplegat. Després de l'Alliberament va ser professora del liceu Hélène Boucher de París. Durant tota la seva vida Colette Audry va exerciri com a professora de secundària amb l'excepció del període en què va preparar la seva tesi que va deixar inacabada. Va tornar al liceu Molière de París fins a la seva jubilació el 1965.
La seva formació política es va forjar en el sindicalisme durant els anys 1930 en un ambient antifeixista i anti-estalinista.  Va ser durant aquest període quan es va involucrar en l'activisme, a través de l'associació de la seva escola, on els debats eren principalment de caràcter polític. Sota la influència de professors comunistes membres d'aquesta associació, es va plantejar unir-se al Partit Comunista Francès, però finalment va decidir centrar-se en el sindicalisme dins la Federació unitària d'educació (FUE), una organització minoritària de la qual formaven part antics membres del PCF que havien estat exclosos o havien dimitit. Va participar activament en els congressos de la FUE i va col·laborar en la seva revista, L'École émancipée. Es va acostar llavors a la “majoria federal”, oposada als comunistes, i va assumir d'altra banda la direcció, el 1934, de la revista L'Avant garde syndicale, fundada des de la direcció de la FUE per les minories CGTU.
Després dels disturbis del 6 de febrer de 1934 a París es va incorporar al Comitè de Vigilància d'Intel·lectuals Antifeixistes, on va formar part de la direcció nacional. L'any següent, el 1935, va participar en la creació de La Gauche révolutionnaire (Esquerra Revolucionària), al costat de Marceau Pivert, corrent d' “esquerra” de la Secció Francesa de la Internacional Obrera.
L'any 1936 va marcar un punt d'inflexió en la seva vida i el seu compromís polític. Va ser destinada al Lycée Molière de París , igual que la seva germana, la directora de cinema Jacqueline Audry. Mentrestant,  la Federació Unitària d'Educació (FUE) es dissolia en el context de la reunificació sindical entre la CGT i la CGTU.
Juntament amb els altres membres de l'Esquerra Revolucionària, va criticar la timidesa del govern del Front Popular, liderat per Léon Blum . No obstant això, va ser sobretot en relació amb la qüestió espanyola on es va distanciar. Després d'un viatge a Espanya durant l'estiu de 1936, en què es va reunir amb dirigents del Partit Marxista d'Unificació Obrera (POUM), el 1937 va participar en la creació del Comitè d'Acció Socialista per Espanya. En aquest context el periòdic L'Espagne socialiste va defensar la necessitat d'aixecar l'embargament d'armes imposat per Blum.
Exclosa de la SFIO el 1938 amb tota l'Esquerra Revolucionària, va participar en la creació del Partit Socialista Obrer i Pagès (PSOP). A més, va col·laborar en el periòdic d'aquest partit, Juin 36, elaborant una revista de premsa internacional. Ultrapacifista, com bona part dels militants del PSOP, signa el «manifest de les dones contra la guerra», però no es deixa temptar llavors, com altres socialistes pacifistes, per la col·laboració.
A partir de 1942, en plena guerra, es va apropar als cercles de la resistència, especialment després del seu trasllat a Grenoble el 1941. Allà va lluitar al costat dels comunistes del Front National, a través de Sofia Jancu, companya de Gabriel Péri.

### Activitat literària
El 1944, després de l'Alliberament i va tornar a París i es va dedicar cinema i la literatura. ntre 1945 i 1946, va dirigir projectes cinematogràfics al Ministeri d'Informació. Durant aquest període va treballar amb el cineasta René Clément en l'escriptura del guió de La Bataille du rail. També va col·laborar en el guió de diverses pel·lícules de la seva germana Jacqueline com Les Malheurs de Sophie, (1946) i Fruits amers, (1967) 
va reprendre la seva feina com a professora, excepte entre 1952 i 1957, quan va obtenir una adscripció al  eCentre Nacional per a Recerca Científica, per a realitzar una tesi en literatura sota la direcció de Gaston Bachelard.
Durant aquest període, es va centrar en activitats artístiques i literàries. La seva primera obra publicada va ser una col·lecció de contes, On joue perdant, el 1946 per Gallimard dins d'una col·lecció dirigida per Albert Camus. També va escriure l'obra de teatre Soledad, que va ser un dels èxits de l'any teatral de 1956, i el 1962 va guanyar el Premi Medicis per la seva novel·la autobiogràfica Derrière la baignoire .
Durant els anys 50, va formar part de diversos cercles intel·lectuals, com el de la revista Les Temps Modernes on va col·laborar fins al 1955 al costat dels seus amics Jean Paul Sartre i Simone de Beauvoir. El 1956, va fundar la revista Arguments (1956-1962)  juntament amb Edgar Morin, Roland Barthes i Jean Duvignaud un espai de pensament progressista, però en gran part postmarxista. Aquesta publicació «adquireix tot el seu sentit en un moment en el qual la ruptura de l'estalinisme incita a tots a deixar enrere els problemes i a reobrir perspectives», i que acollirà notablement les signatures de Theodor Adorno o Maurice Blanchot.
També va col·laborar en setmanaris com France Observateur o grups de reflexió com Cercle ouvert. Mentrestant, va suggerir a la jove Françoise Sagan, qui li va enviar el seu manuscrit de Bonjour tristesse en 1953, que revisés el resultat, i li va recomanar tres editors.
En 1962 el seu llibre Derrière la baignoire va guanyar el premi Médicis per 6 vots contra 5 que va rebre L'Inquisitoire de Robert Pinget. Es tracta d'un llibre ple d'humor i de situacions intrèpides dedicat a la seva gossa Douchka.
En 1966 va publicar un assaig sobre el pensament filosòfic de Jean-Paul Sartre: Sartre ou la réalité humaine (Seghers, 1966).

### Trajectòria política
Després de l'Alliberament en 1944 no repren immediatament l'activisme polític.
En 1955 a proposta de Louis Vallon s'adhereix a la "Nouvelle gauche", la nova esquerra neutralista a la recerca d'una alternativa entre els dos blocs i entre els dos grans partits d'esquerra, impulsat per Gilles Martinet, Claude Bourdet i Louis Vallon, que posteriorment es va dissoldre en la Unió d'Esquerra Socialista, abans de participar. la creació del Partit Socialista Unit en 1960.
Després de les revelacions de l'informe Khrouchtchev i la intervenció dels carros soviètics a Budapest es pregunta pel futur del comunisme i sobre les seves esperances de reunificació del moviment obrer. Durant la guerra d'Algèria es posiciona per a denunciar la guerra colonial marcada per la violència de la repressió i l'ús de la tortura.
En 1962 va ser candidata a les eleccions a l'Assemblea Nacional pel Partit Socialista en 1962 i 1967 però no va ser triada. També va secundar activament la campanya de François Mitterrand. En el marc del partit, es va acostar a Jean Poperen i el va seguir quan aquest va trencar amb el PSU per a crear en 1967 la Unió de Grups i Clubs Socialistes .
Després de la creació del nou Partit Socialista, va assumir la responsabilitat de redactar Synthèse Flash, un butlletí del corrent "poperenista". També va representar aquest corrent en el comitè de direcció del PS del congrés de Epinay fins a 1983.
En el nou Partit Socialista dirigit per Mitterrand a partir de 1971 treballa al costat de Jean Poperen en la concepció d'un socialisme democràtic. Forma part del comitè director del partit socialista. En la dècada de 1970 es va dedicar a la formació de militants, redactant diversos fullets per al Partit Socialista, i a alimentar la reflexió teòrica del PS en l'Institut Socialista d'Estudis i Recerques (ISER) fundat en 1974, que primer va dirigir i posteriorment, en 1986, va presidir. En aquest període s'interessa en particular en les qüestions relatives als països de l'Est i en el laïcisme. El ISER es va dissoldre en 1990, poc després de la seva mort.
Durant els dos últims anys de la seva vida es consagra sobretot a la literatura. Va mantenir una relació epistolar quasi-periodística amb un monjo benedictí, François Durand-Gasselin amb el qual parla de literatura, entre altres coses. Aquestes cartes de Colette Audry van ser publicades tres anys després de la seva mort sota el títol Rien au-delà (Res més enllà) que són les seves últimes paraules de l'última carta que va escriure abans de ser hospitalitzada.

## Activisme feminista
Colette Audry i Simone de Beauvoir eren amigues des que van coincidir en els anys 30 com a professores en Rouen (1930 - 1936). Abans de la guerra les dues dones no percebien la seva condició de dona de la mateixa manera. Mentre Simone de Beauvoir parlava de la relació "igualitària" que tenia amb Sartre, Audry després de les seves experiències polítiques s'havia adonat que les dones no tenien els mateixos drets que els homes i es va plantejar fins i tot escriure un llibre sobre això. Quan Simone de Beauvoir en 1949 va publicar en El segon sexe, Colette Audry es converteix en una de les seves ferms defensores.
L'inici de la dècada dels 60 marca una nova etapa en el seu activisme quan «tardanament» dirà Audry, se suma al feminisme. Es va posicionar amb freqüència sobre la marginació de les dones en política, la igualtat en el treball o el dret a la contracepció en les revistes Perspectives, La Femme du XXè siècle o Tribune socialiste.
A partir de 1964 va dirigir la col·lecció Femme en l'editorial Denoël, la primera a França a oferir obres, franceses i estrangeres, exclusivament escrites per dones, amb un títol al mes. En la col·lecció un llibre clau del feminisme estatunidenc de l'època: La mística de la feminitat (La femme mystifiée) de Betty Friedan, Aucun de nous ne reviendra de Charlotte Delbo, La Vie des Femmes de Evelyne Sullerot, o Ma vie d'Eleanor Roosevelt.
Colette Audry no va escriure assajos feministes, no obstant això va utilitzar la seva posició intel·lectual per a intervenir en el debat públic sobre aquestes qüestions i d'altra banda el feminisme constitueix una font identitària que alimenta el seu recorregut intel·lectual, destaca Séverine Liatard en el Dictionnaire des féministes. France - XVIIIe-XXIe siècle. Les seves novel·les autobiogràfiques com Derrière la baignoire (premi Médicis, 1962), La Statue (1983) o Françoise l'ascendante (1986) són reflexions sobre la seva condició de nena i de dona.
En el feminisme defensa la lluita col·lectiva a favor de la igualtat entre els sexes i enfront del feminisme de la diferència que postula les diferències consubstancials als sexes. No obstant això, socialista abans de res, considera que el feminisme no té l'amplitud d'un veritable moviment polític i que els drets de les dones deuen necessàriament articular-se en la lluita de classes.

### Cofundadora del MDF
Va militar a favor del control de natalitat en les files del Moviment francès per a la planificació familiar i en 1962 va formar part del grup fundador al costat de Marie-Thérèse Eyquem, del Mouvement Démocratique Féminin (MDF) un laboratori d'idees socialistes i feministes en el qual també participen Madeleine Guilbert, Marguerite Thibert, Gisèle Halimi, Andrée Michel i Évelyne Sullerot. Audry va assumir la vicepresidència del moviment.
El 1971 va firmar el manifest de les 343 en favor del dret a l'avortament a França.
No obstant això, no va participar en el Mouvement de Libération des Femmes del 1970. El seu compromís feminista es desplaça a l'esfera política -considera que el combat de les dones està relacionat amb la perspectiva de la lluita pel socialisme- i a l'esfera cultural.
Malgrat la seva experiència política, Colette Audry mai va ocupar un càrrec electiu ni va formar part de cap govern socialista. Això es devia, d'una banda, a les dificultats que les dones trobaven per accedir a posicions de lideratge i, de l'altra, al fet que no era una "dona d'aparell". A més, com conclou Liatard en la seva biografia, Audry "no concebia renunciar a la literatura per la política".

## Vida personal
El 1939 es va casar a París amb el germanista alsacià Robert Minder, un professor-investigador alemany que esdevindrà professor en el Collège de France i del qual es divorciarà alguns més tard, el 1945. Van tenir un fill, Jean-François.
Colette era germana de la directora Jacqueline Audry amb qui va col·laborar en diversos guions, entre ells Les Malheurs de Sophie i Fruits amers, que va guanyar el Gran Premi del Cinema Francès el 1946.

## Premis i reconeixements
- 1962 Premi Médicis per la seva novel·la autobiogràfica Derrière la baignoire.

### Reconeixements pòstums
El 2013, el pati principal de la seu del Partit Socialista, de la rue de Solférino a París, va rebre el seu nom.

## Publicacions
- On joue perdant, Gallimard, 1946 - nouvelles.
- Aux yeux du souvenir, Gallimard, 1947 - memòries
- Léon Blum ou la politique du Juste, Julliard, 1955, - assaig
- Soledad, Denoël, 1956 - théâtre (adaptació cinematogràfica sota el títol Fruits amers en 1967)
- Derrière la baignoire, Gallimard, 1962 - novel·la Prix Médicis.
- Sartre et la réalité humaine, Seghers, 1966. Presentació general de la filosofia de Sartre i extractes de textos de La Transcendance de l'Ego au premier prengui de la Critique de la raison dialectique. - assaig
- L'Autre Planète, Gallimard, 1972 - novel·la.
- Les Militants et leurs morales, Flammarion, 1976 - assaig.
- La Statue, Gallimard, 1983 - nouvelles.
- L'Héritage, Gallimard, 1984 - novel·la.
- Françoise l'ascendante, Gallimard, 1986 - novel·la.
- Rien au-delà, Denoël, 1993 - correspondència.

## Teatre
- 1956 : Soledad posada en escena de François Perrot, Escalfi Montparnasse - Premi Paul-Hervieu de l'Académie française

## Filmografia

### Guionista
- 1946 : La Bataille du rail de René Clément
- 1946 : Les Malheurs de Sophie de Jacqueline Audry
- 1951 : Olivia de Jacqueline Audry
- 1958 : Liberté surveillée d'Henri Aisner et Vladimir Voltchek
- 1967 : Fruits amers de Jacqueline Audry
- 1968 : Le Socrate de Robert Lapoujade
- 1969 : Le Lis de mer de Jacqueline Audry